# Eupompha schwarzi
Eupompha schwarzi là một loài bọ cánh cứng trong họ Meloidae. Loài này được Wellman miêu tả khoa học năm 1909.